# Oosterkerk (Den Haag)
De Oosterkerk was een gereformeerde kerk aan de Oranje Buitensingel in Den Haag.
De kerk werd in 1896 gebouwd. Architect Tjeerd Kuipers ontwierp een kerk in neorenaissancistische stijl, met een hoge toren met naaldspits aan de linkerzijde van de entree. In 1925 werd de kerk gedurende drie maanden gerestaureerd. 
In 1962 werd de Oosterkerk door de Gereformeerde gemeente afgestoten. Het pand werd in 1968 verbouwd, waarbij de bovenbouw van de toren werd afgebroken. Tussen 1969 en 1987 was het pand in gebruik als het HOT (Haags Ontmoetingscentrum Theaterkunsten)-theater. De Oosterkerk en naburige gebouwen werden in 1988 gesloopt en op deze plaats staat tegenwoordig de Hoftoren. 